# Инвариант Шварца
Инвариант Шварца (или производная Шварца или шварциан) — дифференциальный оператор вида
{\displaystyle (Sf)(z)={\frac {f'''(z)}{f'(z)}}-{\frac {3}{2}}\left({\frac {f''(z)}{f'(z)}}\right)^{2},}
где {\displaystyle f(z)} — аналитическая функция.
(Иногда используется обозначение {\displaystyle \{f,\;z\}}.)

## Свойства
- Инвариант Шварца дробно-линейной функции равен нулю. Этот легко проверяемый факт является главным свойством инварианта Шварца. В то время как вторая производная измеряет близость функции к линейной, инвариант Шварца выполняет такую же роль для дробно-линейных функций.
- Если {\displaystyle f} — аналитическая функция, а {\displaystyle g} — дробно-линейное отображение, то будет выполняться соотношение {\displaystyle (Sf)(z)=(S(g\circ f))(z)}, то есть дробно-линейное отображение не меняет инвариант Шварца. С другой стороны, производная Шварца f o g вычисляется по формуле,

{\displaystyle (S(f\circ g))(z)=(Sf)(g(z))\cdot g'(z)^{2}.}

Таким образом выражение[прояснить]
{\displaystyle (S(f))(z)\ dz^{\otimes 2}}
инвариантно относительно дробно-линейных преобразований.
- Более того, для произвольных, достаточное количество раз дифференцируемых функций f и g

{\displaystyle S(f\circ g)=\left(S(f)\circ g\right)\cdot (g')^{2}+S(g).}
- Введём функцию от двух комплексных переменных

{\displaystyle F(z,w)=\log \left({\frac {f(z)-f(w)}{z-w}}\right)}.
Рассмотрим выражение
{\displaystyle {\frac {\partial ^{2}F(z,w)}{\partial z\,\partial w}}={f^{\prime }(z)f^{\prime }(w) \over (f(z)-f(w))^{2}}-{1 \over (z-w)^{2}}}.
Тогда производная Шварца выражается как
{\displaystyle (Sf)(z)=\left.6\cdot {\partial ^{2}F(z,w) \over \partial z\partial w}\right\vert _{z=w}.}
- Производная Шварца имеет простую формулу для перестановки f и z

{\displaystyle (Sf)(z)=-\left({\frac {df}{dz}}\right)^{2}(Sz)(f)}.
Выражение {\displaystyle (Sz)(f)} имеет следующий смысл: мы рассматриваем {\displaystyle f} как координату, а {\displaystyle z(f)} как функцию. Затем вычисляем Шварциан {\displaystyle z(f)}. Мы предполагаем, что {\displaystyle f'\neq 0} поэтому по теореме об обратной функции {\displaystyle f} действительно является локальной координатой, а {\displaystyle z'(f)=1/f'(z)} (используя это наблюдение, последнее свойство доказывается прямым вычислением).
- Рассмотрим обыкновенное дифференциальное уравнение в аналитических функциях вида {\displaystyle {\frac {d^{2}f}{dz^{2}}}+Q(z)f(z)=0}. Тогда его два линейно независимых решения {\displaystyle f_{1}} и {\displaystyle f_{2}} удовлетворяют соотношению {\displaystyle \left(S{\frac {f_{1}}{f_{2}}}\right)(z)=2Q(z)}.